# 新太田橋
新太田橋（しんおおたばし）は、岐阜県美濃加茂市御門町 - 可児市今渡の木曽川に架かる国道21号と国道248号太田バイパス（重複区間）の橋である。

## 概要
太田橋の老朽化、慢性的な渋滞の解消を目的として、太田橋の上流約700 mに建設された。
1983年（昭和58年）11月21日に1期橋（下流側）が供用を開始した。渡辺栄一衆議院議員、横山勉副知事、可児市長、美濃加茂市長、助役ら7人がテープカットを行い、美濃加茂高校ブラスバンド部を先頭に美濃加茂市、可児市の両市から11組の3代夫婦が渡り初めを行った。
2005年（平成17年）より4車線化のための工事が始まり、2009年（平成21年）3月31日に2期橋（上流側）の橋梁が完成、供用開始した。
供用開始当初は、3車線（南進のみ1車線）であったが、2011年（平成23年）6月に新太田橋交差点 - 住吉南交差点間の4車線化工事が完了、2014年（平成26年）には新太田橋交差点手前北側（南進）も2車線化された。その後長らく北進は新太田橋交差点で車線減少していたが、2020年（令和2年）12月2日に交差点やや北まで4車線に拡幅され、交差点の北側で右側車線が減少する形になった。

## 沿革
- 1983年（昭和58年）11月21日 - 1期橋が供用開始。
- 2009年（平成21年）3月31日 - 2期橋が供用開始。

## 諸元

### 1期橋
- 形式 - 鋼3径間連続箱桁橋+鋼2径間連続箱桁橋
- 橋格 - 1等橋（TL-20）
- 橋長 - 363.000 m
  - 支間割 - （80.500 m + 2×70.000 m） + （2×70.000 m）
- 幅員
  - 総幅員 - 11.750 m
  - 有効幅員 - 10.750 m
  - 車道 - 8.250 m
  - 歩道 - 片側2.500 m
- 総鋼重 - 1717.411 t
- 床版 - 鉄筋コンクリート
- 施工 - 日本鋼管[注釈 1]、日立造船、横河橋梁製作所[注釈 2]
- 架設工法 - トラッククレーンベント工法

### 2期橋
- 形式 - 鋼5径間連続箱桁橋
- 活荷重 - B活荷重
- 橋長 - 363.0 m
  - 支間割 - （80.2 m + 70.0 m + 2×70.7 m + 69.700 m）
- 幅員
  - 有効幅員 - 11.750 m
  - 車道 - 8.250 m
  - 歩道 - 片側3.500 m
- 総鋼重 - 1850 t
- 床版 - 鉄筋コンクリート
- 施工 - 住友金属工業[注釈 3]
- 架設工法 - 手延べ送出し工法